# Nora Hecker
Nora Hecker (* 1980 in Essen) ist eine deutsche Theaterregisseurin und Dramaturgin.

## Ausbildung
Nach dem Abitur in Oberhausen und einem freiwilligen sozialen Jahr begann Hecker 2001 ein Studium der Angewandten Theaterwissenschaften, Germanistik und Anglistik an der Universität Straßburg. 2004 wechselte sie zur Ruhr-Universität Bochum, 2007 absolvierte sie ein Fernstudium. Seit 2002 übernahm Hecker Regiehospitanzen und -assistenzen u. a. bei Jürgen Gosch und Matthias Hartmann. Von 2007 bis 2010 war sie als feste Regieassistenz am Niedersächsischen Staatstheater Hannover unter den Intendanten Wilfried Schulz und Lars-Ole Walburg.

## Arbeit
Seit 2001 inszeniert Hecker eigene Theaterstücke, unter anderem in Bochum, Essen und Hannover. 2008 inszenierte sie die Deutsche Erstaufführung der Bühnenadaption des Romans „Wie Licht schmeckt“ von Friedrich Ani, ein Jahr später brachte sie Franz Kafkas „Der Bau“ in eigener Textfassung am Schauspiel Hannover auf die Bühne. Zweimal widmete sie sich der Malerin Frida Kahlo auf der Bühne: Einmal 2010 mit „Mein Kleid hängt dort oder New York. Ein Abend für Frida Kahlo.“ am Schauspiel Hannover, das zweite Mal 2011 mit ihrem Stück „Frida. Gehst du? Nein!“ im Theaterhaus Berlin-Mitte. 2011 inszenierte sie das Kinderstück „Die Geschichte von Lena“ für die Badische Landesbühne, 2012 inszeniert sie dort das Stück „Fliegen will ich“ und 2013 „Windsturmreiter“. Von 2013 bis 2015 arbeitete sie als Dramaturgin für Schauspiel und Puppentheater bei Theater&Philharmonie Thüringen. Dann arbeitete sie freischaffend als Regisseurin, Dramaturgin und Autorin. In den Spielzeiten 2022/23 und 2023/24 ist Hecker Leitende Dramaturgin der Niederdeutschen Bühne und seit der Spielzeit 2024/25 Schauspieldramaturgin, Mitarbeiterin der Sparte 7 sowie Leiterin des Stadt:Ensembles am Oldenburgischen Staatstheater.